# Дискография Ани Лорак
Дискография украинской певицы Ани Лорак включает в себя четырнадцать студийных альбомов, два концертных альбома, два сборника, пятьдесят пять синглов и пятьдесят девять видеоклипа.

## Альбомы

### Студийные альбомы
| №                   | Название            | Длительность |
| ------------------- | ------------------- | ------------ |
| 1.                  | «Ты говорил»        | 5:28         |
| 2.                  | «MTV»               | 3:40         |
| 3.                  | «Берег моря»        | 3:44         |
| 4.                  | «Ночь или день»     | 4:28         |
| 5.                  | «Ночь»              | 4:53         |
| 6.                  | «На пути»           | 4:08         |
| 7.                  | «Хочу летать»       | 3:17         |
| 8.                  | «Джосс»             | 4:44         |
| 9.                  | «Сны»               | 5:31         |
| 10.                 | «Манекенщица»       | 5:00         |
| 11.                 | «Боже мой»          | 3:57         |
| Общая длительность: | Общая длительность: | 46:50        |

| №                   | Название            | Длительность |
| ------------------- | ------------------- | ------------ |
| 1.                  | «Как в детстве»     | 4:28         |
| 2.                  | «Утёнок»            | 4:45         |
| 3.                  | «Мне всё равно»     | 4:13         |
| 4.                  | «Грешная любовь»    | 6:03         |
| 5.                  | «Изгой»             | 4:25         |
| 6.                  | «О, моя любовь»     | 3:35         |
| 7.                  | «Вредная»           | 3:41         |
| 8.                  | «Чужой город»       | 4:01         |
| 9.                  | «Я вернусь»         | 4:13         |
| 10.                 | «Считалочка»        | 3:44         |
| 11.                 | «Осень с тобою»     | 4:52         |
| 12.                 | «Свет звезды»       | 9:12         |
| Общая длительность: | Общая длительность: | 55:12        |

| №                   | Название             | Длительность |
| ------------------- | -------------------- | ------------ |
| 1.                  | «Зеркала»            | 3:35         |
| 2.                  | «Манекенщица»        | 4:32         |
| 3.                  | «Ангел мрій моїх»    | 3:50         |
| 4.                  | «Боже мой»           | 3:43         |
| 5.                  | «Пробач»             | 3:33         |
| 6.                  | «Нестримна течія»    | 3:53         |
| 7.                  | «Я вернусь»          | 4:13         |
| 8.                  | «Берег моря»         | 3:42         |
| 9.                  | «О, моя любовь»      | 3:36         |
| 10.                 | «Забудь свій сон»    | 3:20         |
| 11.                 | «Я і ти»             | 4:12         |
| 12.                 | «Новорічна»          | 4:42         |
| 13.                 | «Моє життя»          | 4:05         |
| 14.                 | «The Way We Make It» | 4:38         |
| Общая длительность: | Общая длительность:  | 52:54        |

| №                   | Название                             | Длительность |
| ------------------- | ------------------------------------ | ------------ |
| 1.                  | «Там, де ти є...»                    | 3:35         |
| 2.                  | «Скрипочка»                          | 4:22         |
| 3.                  | «Полуднева спека»                    | 5:11         |
| 4.                  | «Вибирай»                            | 4:12         |
| 5.                  | «Серця не край»                      | 4:43         |
| 6.                  | «Не забувай»                         | 4:00         |
| 7.                  | «Поцілуй»                            | 3:33         |
| 8.                  | «Повертаюсь»                         | 4:24         |
| 9.                  | «Тишком-нишком»                      | 3:20         |
| 10.                 | «Усе не те»                          | 4:01         |
| 11.                 | «Там, де ти є...» (Acoustic Version) | 3:07         |
| Общая длительность: | Общая длительность:                  | 43:08        |

| №                   | Название                | Длительность |
| ------------------- | ----------------------- | ------------ |
| 1.                  | «Мрій про мене»         | 3:34         |
| 2.                  | «Моі бажання»           | 3:23         |
| 3.                  | «Анюта»                 | 3:31         |
| 4.                  | «Шукаю я»               | 3:24         |
| 5.                  | «Тара-ріра»             | 3:42         |
| 6.                  | «Я кохаю»               | 4:13         |
| 7.                  | «Три звичних слова»     | 3:53         |
| 8.                  | «Напишу листа»          | 4:18         |
| 9.                  | «Без тебе»              | 3:55         |
| 10.                 | «Історія кохання»       | 3:58         |
| 11.                 | «Анюта» (Remix)         | 4:40         |
| 12.                 | «Не пара ми»            | 3:22         |
| 13.                 | «Мрій про мене» (Remix) | 4:02         |
| Общая длительность: | Общая длительность:     | 47:15        |

| №                   | Название                | Длительность |
| ------------------- | ----------------------- | ------------ |
| 1.                  | «Right Away»            | 3:54         |
| 2.                  | «Smile»                 | 3:03         |
| 3.                  | «A Little Shot of Love» | 3:27         |
| 4.                  | «Car Song»              | 4:07         |
| 5.                  | «To Be on Top»          | 4:49         |
| 6.                  | «Don't Talk About Love» | 4:28         |
| 7.                  | «Untie Me»              | 2:57         |
| 8.                  | «Why»                   | 3:15         |
| 9.                  | «Tell Me Lie»           | 4:02         |
| 10.                 | «'13'»                  | 3:27         |
| 11.                 | «The Best»              | 4:10         |
| 12.                 | «Розкажи»               | 4:02         |
| 13.                 | «Чекаю я»               | 2:56         |
| Общая длительность: | Общая длительность:     | 46:37        |

| №                   | Название            | Длительность |
| ------------------- | ------------------- | ------------ |
| 1.                  | «Мій герой»         | 3:55         |
| 2.                  | «Розкажи»           | 4:02         |
| 3.                  | «Не кажи про любов» | 4:29         |
| 4.                  | «Авто»              | 4:07         |
| 5.                  | «Посмішка»          | 3:02         |
| 6.                  | «Чекаю я»           | 2:56         |
| 7.                  | «Милий»             | 3:43         |
| 8.                  | «Мой ангел»         | 2:59         |
| 9.                  | «Расскажи»          | 4:02         |
| 10.                 | «Авто» (Remix)      | 3:38         |
| 11.                 | «Расскажи» (Remix)  | 2:56         |
| Общая длительность: | Общая длительность: | 41:42        |

| №                   | Название                                   | Длительность |
| ------------------- | ------------------------------------------ | ------------ |
| 1.                  | «С первого взгляда»                        | 3:17         |
| 2.                  | «Семь ветров»                              | 2:45         |
| 3.                  | «Укради»                                   | 3:51         |
| 4.                  | «Искала»                                   | 3:30         |
| 5.                  | «Я не буду твоей»                          | 3:28         |
| 6.                  | «Спроси»                                   | 3:18         |
| 7.                  | «Верни мою любовь»                         | 4:21         |
| 8.                  | «Я с тобой»                                | 2:56         |
| 9.                  | «Жду тебя»                                 | 5:09         |
| 10.                 | «It's My Life» (Bon Jovi Cover)            | 4:30         |
| 11.                 | «Я стану морем»                            | 3:08         |
| 12.                 | «Верни мою любовь» (feat. Валерий Меладзе) | 4:19         |
| 13.                 | «С первого взгляда» (DJ NeoMaster Remix)   | 3:08         |
| Общая длительность: | Общая длительность:                        | 45:40        |

### Сборники
| Название    | Информация                                                                        |
| ----------- | --------------------------------------------------------------------------------- |
| The Best    | - Релиз: 21 июня 2010 - Лейбл: Moon Records - Формат: CD, цифровая дистрибуция    |
| «Избранное» | - Релиз: 20 августа 2011 - Лейбл: Gala Records - Формат: CD, цифровая дистрибуция |

### Альбомы ремиксов
| Название              | Информация                                                                    |
| --------------------- | ----------------------------------------------------------------------------- |
| «Мрій про мене REMIX» | - Релиз: 31 мая 2003 - Лейбл: Lavina Music - Формат: CD, цифровая дистрибуция |

### Концертные альбомы
| Название              | Информация                                                                              |
| --------------------- | --------------------------------------------------------------------------------------- |
| «Live шоу „Каролина“» | - Релиз: 28 апреля 2015 - Лейбл: Moon Records - Формат: CD • Цифровая дистрибуция       |
| DIVA (Live)           | - Релиз: 12 апреля 2020 - Лейбл: United Music Group - Формат: CD • Цифровая дистрибуция |

## Синглы
| Год  | Название                                      | Альбом            |
| ---- | --------------------------------------------- | ----------------- |
| 1996 | «Манекенщица»                                 | «Хочу летать»     |
| 1996 | «Боже мой»                                    | «Хочу летать»     |
| 1997 | «Я вернусь»                                   | «Я вернусь»       |
| 1998 | «О, моя любов»                                | «Я вернусь»       |
| 1998 | «Считалочка»                                  | «Я вернусь»       |
| 1998 | «Чужой город»                                 | «Я вернусь»       |
| 2000 | «Зеркала»                                     | www.anilorak.com  |
| 2001 | «Поцілуй»                                     | «Там, де ти є…»   |
| 2001 | «Полуднева спека»                             | «Там, де ти є…»   |
| 2001 | «Там, де ти є…»                               | «Там, де ти є…»   |
| 2003 | «Мрій про мене»                               | «Ані Лорак»       |
| 2003 | «Мої бажання»                                 | «Ані Лорак»       |
| 2004 | «Три звичних слова»                           | «Ані Лорак»       |
| 2004 | «A Little Shot Of Love»                       | Smile             |
| 2005 | «Smile»                                       | Smile             |
| 2005 | «Car Song»                                    | Smile             |
| 2006 | «Розкажи»                                     | «Розкажи»         |
| 2006 | «Верни мою любовь» (feat. Валерий Меладзе)    | 15                |
| 2006 | «Спроси»                                      | 15                |
| 2006 | «С первого взгляда»                           | 15                |
| 2007 | «Я с тобой»                                   | 15                |
| 2007 | «Я стану морем»                               | 15                |
| 2008 | «Shady Lady»                                  | «Солнце»          |
| 2008 | «Солнце»                                      | «Солнце»          |
| 2009 | «А дальше…»                                   | «Солнце»          |
| 2009 | «Небеса-ладони»                               | «Солнце»          |
| 2010 | «Для тебя»                                    | «Зажигай сердце»  |
| 2012 | «Обними меня»                                 | «Зажигай сердце»  |
| 2012 | «Обними меня крепче»                          | «Зажигай сердце»  |
| 2012 | «Зажигай сердце»                              | «Зажигай сердце»  |
| 2013 | «Оранжевые сны»                               | «Зажигай сердце»  |
| 2013 | «Забирай рай»                                 | «Разве ты любил…» |
| 2013 | «Зеркала» (при уч. Григория Лепса)            | «Разве ты любил…» |
| 2014 | «Медленно»                                    | «Разве ты любил…» |
| 2015 | «Корабли»                                     | «Разве ты любил…» |
| 2015 | «Без тебя»                                    | «Разве ты любил…» |
| 2015 | «Уходи по-английски» (при уч. Григория Лепса) | «Разве ты любил…» |
| 2015 | «Осенняя любовь»                              | «Разве ты любил…» |
| 2016 | «Удержи моё сердце»                           | «Разве ты любил…» |
| 2016 | «Уходи по-английски» (Соло-версия)            | «Разве ты любил…» |
| 2016 | «Разве ты любил»                              | «Разве ты любил…» |
| 2017 | «Ты ещё любишь»                               | «Разве ты любил…» |
| 2017 | «Новый бывший»                                | без альбома       |
| 2018 | «Сумасшедшая»                                 | без альбома       |
| 2019 | «Сон»                                         | «За мечтой»       |
| 2019 | «Я тебя ждала»                                | «За мечтой»       |
| 2019 | «Мы нарушаем»                                 | «За мечтой»       |
| 2020 | «Я бы летала»                                 | «За мечтой»       |
| 2020 | «Обещаю»                                      | «За мечтой»       |
| 2020 | «Твоей любимой»                               | без альбома       |
| 2020 | «Страдаем и любим»                            | «Я жива»          |
| 2021 | «Наполовину»                                  | «Я жива»          |
| 2021 | «Раздетая»                                    | «Я жива»          |
| 2021 | «Бачила»                                      | «Я жива»          |
| 2022 | «Лабиринт»                                    | «Остров»          |
| 2023 | «Рядом, но не вместе»                         | «Остров»          |
| 2024 | «Танцы»                                       | TBA               |
| 2024 | «Мужчина мой»                                 | TBA               |

### Промосинглы
| Год  | Сингл                                         | Альбом                     |
| ---- | --------------------------------------------- | -------------------------- |
| 1998 | «Мне всё равно»                               | «Я вернусь»                |
| 1999 | «Ангел мрій моїх»                             | www.anilorak.com           |
| 2000 | «Серця не край»                               | «Там, де ти є…»            |
| 2007 | «Я не буду твоей»                             | 15                         |
| 2007 | «Жду тебя»                                    | 15                         |
| 2009 | «Птица»                                       | «Солнце»                   |
| 2009 | «С неба в небо»                               | «Солнце»                   |
| 2010 | «Нежность рассвета» (для компании «Oriflame») | без альбома                |
| 2011 | «Не дели любовь»                              | «Зажигай сердце»           |
| 2011 | «Я буду солнцем»                              | «Зажигай сердце»           |
| 2013 | «Душа» (с теле-шоу «ХИТ»)                     | без альбома                |
| 2014 | «Снится сон»                                  | без альбома                |
| 2014 | «Мальви»                                      | без альбома                |
| 2018 | «Ты поверишь в чудо»                          | «Принцесса и Дракон» (OST) |
| 2019 | «Я в любви»                                   | «За мечтой»                |
| 2021 | «Не отпускай» (совм. с Сергеем Лазаревым)     | без альбома                |
| 2021 | «Он»                                          | «Я жива»                   |
| 2021 | «Не отпускай меня»                            | «Я жива»                   |
| 2021 | «Верила»                                      | «Я жива»                   |
| 2023 | «Обратный отсчёт»                             | «Остров»                   |
| 2023 | «На мели»                                     | «Остров»                   |
| 2023 | «Остров»                                      | «Остров»                   |
| 2023 | «Чужие»                                       | TBA                        |
| 2024 | «Through the Fear»                            | TBA                        |
| 2025 | «Тону в твоих глазах»                         | TBA                        |
| 2025 | «Мама»                                        |                            |

### В качестве приглашённого исполнителя
| Год  | Сингл                                                  | Альбом                                 |
| ---- | ------------------------------------------------------ | -------------------------------------- |
| 2006 | «100 Kisses» (Александр Пономарёв при уч. Ани Лорак)   | Внеальбомный сингл                     |
| 2009 | «Увлечение» (Тимур Родригез при уч. Ани Лорак)         | The Best                               |
| 2013 | «Зеркала» (Григорий Лепс при уч. Ани Лорак)            | «Разве ты любил…»                      |
| 2015 | «Don’t Give Up» (Кирилл Слепуха при уч. Ани Лорак)     | Внеальбомный сингл                     |
| 2016 | «Уходи по-английски» (Григорий Лепс при уч. Ани Лорак) | «Разве ты любил…»                      |
| 2016 | «Я не могу сказать» (Эмин при уч. Ани Лорак)           | «Прости, моя любовь» (альбом Эмина)    |
| 2017 | «Сопрано» (Мот при уч. Ани Лорак)                      | «Добрая музыка клавиш» (альбом Мота)   |
| 2017 | «Проститься» (Эмин при уч. Ани Лорак)                  | «Прости, моя любовь» (альбом Эмина)    |
| 2020 | «Ухожу» (Миша Марвин при уч. Ани Лорак)                | Внеальбомный сингл                     |
| 2022 | «Материк» (Артем Качер при уч. Ани Лорак)              | «Девочка, не плачь» (альбом А. Качера) |
| 2025 | «Вулканы» (Артем Качер при уч. Ани Лорак)              | TBA                                    |

## Чарты
| Год  | Название                                      | Чарты                               | Чарты                              | Чарты                                       | Чарты                               | Чарты                             | Чарты                           | Чарты                               | Альбом                                 |
| Год  | Название                                      | Россия и СНГ (TopHit Общий Топ-100) | Россия (TopHit Московский Топ-100) | Россия (TopHit Санкт-Петербургский Топ-100) | Украина (TopHit Украинский Топ-100) | Украина (TopHit Киевский Топ-100) | Радиочарт по заявкам TopHit 100 | Россия и СНГ (TopHit Общий годовой) | Альбом                                 |
| ---- | --------------------------------------------- | ----------------------------------- | ---------------------------------- | ------------------------------------------- | ----------------------------------- | --------------------------------- | ------------------------------- | ----------------------------------- | -------------------------------------- |
| 2006 | «Верни мою любовь» (feat. Валерий Меладзе)    | 37                                  | 34                                 | —                                           | 214                                 | 310                               | 6                               | 179                                 | 15                                     |
| 2008 | «Shady Lady» / «С неба в небо»                | 21                                  | 59                                 | —                                           | 182                                 | 4                                 | 4                               | 111                                 | «Солнце»                               |
| 2008 | «Солнце»                                      | 15                                  | 27                                 | 58                                          | 296                                 | 1                                 | 7                               | 64                                  | «Солнце»                               |
| 2009 | «А дальше»                                    | 103                                 | —                                  | —                                           | 235                                 | 1                                 | 45                              | —                                   | «Солнце»                               |
| 2009 | «Увлечение» (feat. Тимур Родригез)            | 88                                  | 81                                 | —                                           | 523                                 | 2                                 | 16                              | —                                   | «The Best • Избранное»                 |
| 2009 | «С первого взгляда»                           | 18                                  | 10                                 | 21                                          | 46                                  | 96                                | 16                              | 52                                  | 15                                     |
| 2010 | «Для тебя»                                    | 20                                  | 39                                 | 42                                          | 2                                   | 1                                 | 20                              | 73                                  | «Зажигай сердце»                       |
| 2011 | «Не дели любовь»                              | 41                                  | 75                                 | 23                                          | 30                                  | 26                                | 31                              | 168                                 | «Зажигай сердце»                       |
| 2012 | «Искала»                                      | 116                                 | -                                  | -                                           | 56                                  | 212                               | 19                              | -                                   | 15                                     |
| 2012 | «Обними меня»                                 | 19                                  | 43                                 | 48                                          | 1                                   | 1                                 | 12                              | 80                                  | «Зажигай сердце»                       |
| 2012 | «Я буду солнцем»                              | 160                                 | -                                  | -                                           | 203                                 | -                                 | 23                              | -                                   | «Зажигай сердце»                       |
| 2012 | «Зажигай сердце»                              | 53                                  | 172                                | -                                           | 1                                   | 2                                 | 6                               | 187                                 | «Зажигай сердце»                       |
| 2013 | «Оранжевые сны»                               | 15                                  | 66                                 | 39                                          | 1                                   | 2                                 | 4                               | 76                                  | «Зажигай сердце»                       |
| 2013 | «Забирай рай»                                 | 25                                  | 45                                 | 46                                          | 5                                   | 10                                | 7                               | 72                                  | «Разве ты любил…»                      |
| 2013 | «Зеркала» (feat. Григорий Лепс)               | 13                                  | 27                                 | 36                                          | 1                                   | 1                                 | 1                               | -                                   | «Разве ты любил…»                      |
| 2014 | «Медленно»                                    | 15                                  | 31                                 | 38                                          | 1                                   | 4                                 | 7                               | 29                                  | «Разве ты любил…»                      |
| 2015 | «Корабли»                                     | 25                                  | 45                                 | 59                                          | 3                                   | 11                                | 39                              | 85                                  | «Разве ты любил…»                      |
| 2015 | «Без тебя»                                    | 103                                 | -                                  | -                                           | 50                                  | 41                                | 26                              | -                                   | «Разве ты любил…»                      |
| 2015 | «Don’t Give Up» (feat. Kirill Slepuha)        | 158                                 | -                                  | -                                           | 49                                  | 103                               | 230                             | -                                   | без альбома                            |
| 2015 | «Осенняя любовь»                              | 33                                  | 15                                 | -                                           | 63                                  | 54                                | 38                              | -                                   | «Разве ты любил…»                      |
| 2015 | «Уходи по-английски» (feat. Григорий Лепс)    | 53                                  | 75                                 | -                                           | 47                                  | 56                                | 8                               | -                                   | «Разве ты любил…»                      |
| 2016 | «Удержи моё сердце»                           | 36                                  | 83                                 | -                                           | 13                                  | 32                                | 10                              | -                                   | «Разве ты любил…»                      |
| 2016 | «Разве ты любил»                              | 56                                  | 151                                | -                                           | -                                   | -                                 | 67                              | -                                   | «Разве ты любил…»                      |
| 2016 | «Я не могу сказать» (совм. с Emin’ом)         | 159                                 | -                                  | -                                           | -                                   | -                                 | 7                               | -                                   | «Неба не боялись» (альбом Эмина)       |
| 2017 | «Сопрано» (совм. с Мотом)                     | 20                                  | -                                  | -                                           | -                                   | -                                 | -                               | -                                   | «Добрая музыка клавиш» (альбом Мота)   |
| 2017 | «Ты ещё любишь»                               | 46                                  | -                                  | -                                           | -                                   | -                                 | -                               | -                                   | «Разве ты любил…»                      |
| 2017 | «Новый бывший»                                | 37                                  | -                                  | -                                           | -                                   | -                                 | -                               | -                                   | без альбома                            |
| 2018 | «Сумасшедшая»                                 | 28                                  | -                                  | -                                           | -                                   | -                                 | -                               | -                                   | без альбома                            |
| 2018 | «Сон»                                         | 46                                  | -                                  | -                                           | -                                   | -                                 | -                               | -                                   | «За мечтой»                            |
| 2019 | «Я тебя ждала»                                | 72                                  | -                                  | -                                           | -                                   | -                                 | -                               | -                                   | «За мечтой»                            |
| 2019 | «Мы нарушаем»                                 | 26                                  | -                                  | -                                           | -                                   | -                                 | -                               | -                                   | «За мечтой»                            |
| 2020 | «Я бы летала»                                 | 127                                 | -                                  | -                                           | -                                   | -                                 | -                               | -                                   | «За мечтой»                            |
| 2020 | «Обещаю»                                      | 541                                 | -                                  | -                                           | -                                   | -                                 | -                               | -                                   | «За мечтой»                            |
| 2020 | «Твоей любимой»                               | 42                                  | -                                  | -                                           | -                                   | -                                 | -                               | -                                   | без альбома                            |
| 2020 | «Страдаем и любим»                            | 44                                  | -                                  | -                                           | -                                   | -                                 | -                               | -                                   | «Я жива»                               |
| 2021 | «Наполовину»                                  | 52                                  |                                    |                                             |                                     |                                   |                                 |                                     | «Я жива»                               |
| 2021 | «Раздетая»                                    | 478                                 |                                    |                                             |                                     |                                   |                                 |                                     | «Я жива»                               |
| 2021 | «Не отпускай» (совместно с Сергеем Лазаревым) | 103                                 |                                    |                                             |                                     |                                   |                                 |                                     | без альбома                            |
| 2021 | «Он»                                          | 154                                 |                                    |                                             |                                     |                                   |                                 |                                     | «Я жива»                               |
| 2022 | «Материк» (совместно с Артемом Качером)       | 39                                  |                                    |                                             |                                     |                                   |                                 |                                     | «Девочка, не плачь» (альбом А. Качера) |
| 2022 | «Лабиринт»                                    | 110                                 |                                    |                                             |                                     |                                   |                                 |                                     | «Остров»                               |
| 2023 | «Рядом, но не вместе»                         | 39                                  |                                    |                                             |                                     |                                   |                                 |                                     | «Остров»                               |

«—» песня отсутствовала в чарте

## Видеоклипы
| Год  | Клип                                       | Альбом                                 |
| ---- | ------------------------------------------ | -------------------------------------- |
| 1996 | «Манекенщица»                              | «Хочу летать»                          |
| 1996 | «Боже мой»                                 | «Хочу летать»                          |
| 1997 | «Я вернусь»                                | «Я вернусь»                            |
| 1998 | «О, моя любовь»                            | «Я вернусь»                            |
| 1998 | «Считалочка»                               | «Я вернусь»                            |
| 1998 | «Чужой город»                              | «Я вернусь»                            |
| 2000 | «Зеркала»                                  | www.anilorak.com                       |
| 2001 | «Поцілуй»                                  | «Там, де ти є…»                        |
| 2001 | «Полуднева спека»                          | «Там, де ти є…»                        |
| 2002 | «Там, де ти є…»                            | «Там, де ти є…»                        |
| 2003 | «Мрій про мене»                            | «Ані Лорак»                            |
| 2003 | «Мої бажання»                              | «Ані Лорак»                            |
| 2004 | «Три звичних слова»                        | «Ані Лорак»                            |
| 2004 | «A Little Shot Of Love»                    | Smile                                  |
| 2005 | «Smile»                                    | Smile                                  |
| 2005 | «Car Song»                                 | Smile                                  |
| 2006 | «100 Kisses» (feat. Александр Пономарёв)   | без альбома                            |
| 2006 | «Розкажи…»                                 | «Розкажи…»                             |
| 2006 | «Верни мою любовь» (feat. Валерий Меладзе) | 15                                     |
| 2007 | «Я с тобой»                                | 15                                     |
| 2008 | «Я стану морем»                            | 15                                     |
| 2008 | «Shady Lady»                               | «Солнце»                               |
| 2008 | «Солнце»                                   | «Солнце»                               |
| 2009 | «С первого взгляда»                        | «Солнце»                               |
| 2009 | «Увлечение» (feat. Тимур Родригез)         | без альбома                            |
| 2010 | «Небеса-ладони»                            | «Солнце»                               |
| 2010 | «Нежность рассвета»                        | без альбома                            |
| 2011 | «Для тебя»                                 | «Зажигай сердце»                       |
| 2011 | «Спроси»                                   | 15                                     |
| 2012 | «Обними меня»                              | «Зажигай сердце»                       |
| 2012 | «Обними меня крепче»                       | «Зажигай сердце»                       |
| 2012 | «Зажигай сердце»                           | «Зажигай сердце»                       |
| 2013 | «Оранжевые сны »                           |                                        |
| 2013 | «Забирай рай»                              | «Разве ты любил…»                      |
| 2013 | «Зеркала» (feat. Григорий Лепс)            | «Разве ты любил…»                      |
| 2014 | «Снится сон»                               | без альбома                            |
| 2014 | «Мальви»                                   | без альбома                            |
| 2014 | «Медленно»                                 | «Разве ты любил…»                      |
| 2015 | «Корабли»                                  | «Разве ты любил…»                      |
| 2015 | «Осенняя любовь»                           | «Разве ты любил…»                      |
| 2016 | «Удержи мое сердце»                        | «Разве ты любил…»                      |
| 2016 | «Уходи по-английски»                       | «Разве ты любил…»                      |
| 2016 | «Разве ты любил»                           | «Разве ты любил…»                      |
| 2017 | «Сопрано» (feat. Мот)                      | «Добрая музыка клавиш» (альбом Мота)   |
| 2017 | «Ты ещё любишь»                            | «Разве ты любил…»                      |
| 2017 | «Проститься» (feat. Emin)                  | «Прости, моя любовь» (альбом Emin’a)   |
| 2017 | «Новый бывший»                             | без альбома                            |
| 2018 | «Сумасшедшая»                              | без альбома                            |
| 2018 | «Ты поверишь в чудо»                       | «Принцесса и Дракон» (OST)             |
| 2018 | «Сон»                                      | «За мечтой»                            |
| 2019 | «Я тебя ждала»                             | «За мечтой»                            |
| 2019 | «Мы нарушаем»                              | «За мечтой»                            |
| 2020 | «Я бы летала»                              | «За мечтой»                            |
| 2020 | «Обещаю»                                   | «За мечтой»                            |
| 2020 | «Твоей любимой»                            | без альбома                            |
| 2020 | «Страдаем и любим»                         | «Я жива»                               |
| 2021 | «Наполовину»                               | «Я жива»                               |
| 2021 | «Раздетая»                                 | «Я жива»                               |
| 2021 | «Бачила»                                   | «Я жива»                               |
| 2021 | «Верила» (Mood Video)                      | «Я жива»                               |
| 2022 | «Материк» (совместно с Артемом Качером)    | «Девочка, не плачь» (альбом А. Качера) |
| 2022 | «Лабиринт»                                 | «Остров»                               |
| 2023 | «Рядом, но не вместе»                      | «Остров»                               |
| 2023 | «Остров» (Mood Video)                      | «Остров»                               |
| 2023 | «Чужие» (Mood Video)                       | «Остров»                               |
| 2024 | «Танцы»                                    | TBA                                    |
| 2025 | «Вулканы» (совместно с Артемом Качером)    | TBA                                    |